# Мощениця (гміна, Пйотрковський повіт)
Гміна Мощениця (пол. Gmina Moszczenica) — сільська гміна у центральній Польщі. Належить до Пйотрковського повіту Лодзинського воєводства.
Станом на 31 грудня 2011 у гміні проживало 12917 осіб.

## Площа
Згідно з даними за 2007 рік площа гміни становила 111.63 км², у тому числі:
- орні землі: 81.00%
- ліси: 12.00%

Таким чином, площа гміни становить 7.81% площі повіту.

## Населення
Станом на 31 грудня 2011:
| Опис     | Загалом | Загалом | Чоловіки | Чоловіки | Жінки | Жінки |
| -------- | ------- | ------- | -------- | -------- | ----- | ----- |
| одиниця  | осіб    | %       | осіб     | %        | осіб  | %     |
| все      | 12917   | 100     | 6248     | 48.37    | 6669  | 51.63 |
| міське   | 0       | 100     | 0        |          | 0     |       |
| сільське | 12917   | 100     | 6248     | 48.37    | 6669  | 51.63 |

## Сусідні гміни
Гміна Мощениця межує з такими гмінами: Бендкув, Вольбуж, Ґрабиця, Тушин, Чарноцин.